# La Salle (Vale de Aosta)
La Salle é uma comuna italiana da região do Vale de Aosta com cerca de 1.879 habitantes. Estende-se por uma área de 83 km², tendo uma densidade populacional de 23 hab/km². Faz fronteira com Avise, Courmayeur, La Thuile, Morgex, Saint-Rhémy-en-Bosses.

## Demografia
| Variação demográfica do município entre 1861 e 2011                               |
|                                                                                   |
| Fonte: Istituto Nazionale di Statistica (ISTAT) - Elaboração gráfica da Wikipedia |